# Бенева (округ)
Бе́нева (англ. Benewah) — округ в штате Айдахо. Административным центром является город Сент-Мэрис.

## История
Округ Бенева был образован 23 января 1915 года отделением от округа Кутенай. Своё название округ получил в честь вождя индейского племени Кёр-д’ален. Первые постоянные поселения на территории округа появились в 1860 году, однако основной наплыв поселенцев пришёлся на 1880 год с обнаружением месторождений золота около Сент-Мэрис.

## Население
По состоянию на 2008 год население округа составляло 9 352 человек. Округ находится на 28-м месте в штате по населению. С 2003 года численность населения увеличилась на 3,54 %. Ниже приводится динамика численности населения округа.

## География
Округ Бенева располагается в северной части («полуострове») штата Айдахо. Площадь округа составляет 2 031 км², из которых 21 км² (1.01%) занято водой.
|                        | Спокан (шт. Вашингтон) | Кутеней |  |  |
|                        | север                  | Шошоне  |  |  |
| Бенева                 |                        | Шошоне  |  |  |
| юг                     |                        | Шошоне  |  |  |
| Уитмен (шт. Вашингтон) | Лейто                  |         |  |  |

### Дороги
- — US 95
- — SH-3
- — SH-5
- — SH-6
- — SH-58
- — SH-60

### Города округа
- Парклайн
- Пламмер
- Сент-Мэрис
- Монтпилиер
- Тенсед

## Достопримечательности и охраняемые природные зоны

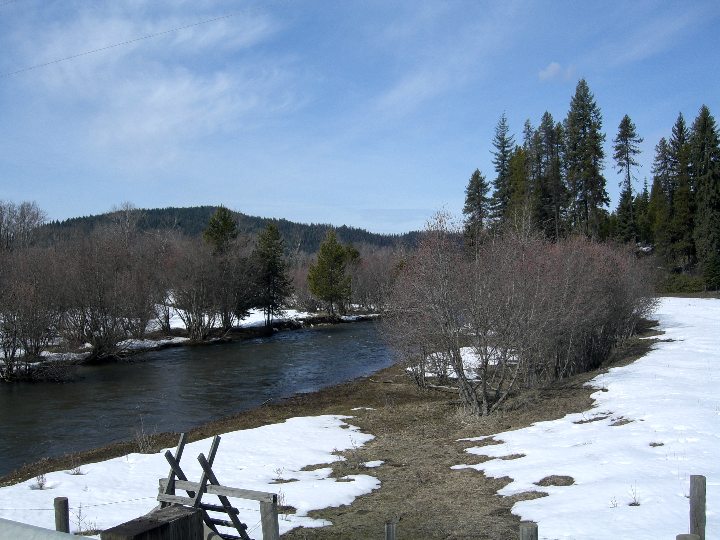
река Сент-Мери

- Национальный парк Мак-Кроски